# 参事 (中华人民共和国)
参事又称政府參事，是中華人民共和國的国务院和省、自治区、直辖市以及设区的市人民政府聘任的建言獻策人員，设立的參事室則是咨詢机构。政府聘任的参事主要來自民主党派成员、无党派人士以及中国共产党党员专家学者。参事可以直接向政府进言。
1988年，国务院宣佈將参事的终身制改为聘任制。2010年1月1日生效的国务院《政府参事工作条例》规定，参事的首聘年龄不得低于55周岁、不得高于65周岁，参事任职的最高年龄不得超过70周岁。